# FCI Levadia
Câu lạc bộ bóng đá Infonet Levadia Tallinn, thường được gọi là FCI Levadia, hoặc đơn giản là Levadia, là một câu lạc bộ bóng đá chuyên nghiệp có trụ sở tại Tallinn, Estonia, câu lạc bộ thi đấu tại Meistriliiga, giải đấu hàng đầu của bóng đá Estonia. Sân nhà của câu lạc bộ là Sân vận động Lilleküla .
Được thành lập với cái tên Levadia ở Maardu vào năm 1998, câu lạc bộ chuyển địa chỉ đến Tallinn vào năm 2004. Câu lạc bộ đã chơi ở Meistriliiga kể từ mùa giải 1999 và chưa bao giờ xuống hạng giải hạng nhất Estonia. Levadia đã giành được 10 danh hiệu Meistriliiga, với kỷ lục 9 Cúp Quốc gia Estonia và 7 Siêu cúp Estonia. Vào năm 2017, Levadia đã hợp nhất với FCI Tallinn và trở thành FCI Levadia.

## Lịch sử

### Khởi đầu mới
Levadia được thành lập vào ngày 22 tháng 10 năm 1998, khi Tập đoàn Levadia OÜ của Viktor Levada trở thành nhà tài trợ chính thức của câu lạc bộ Esiliiga có trụ sở tại Maardu, Olümp, sau đó đổi tên thành Levadia. Câu lạc bộ đã vô địch Esiliiga năm 1998 và được thăng hạng lên Meistriliiga. Vào tháng 1 năm 1999, Sergei Ratnikov được bổ nhiệm làm huấn luyện viên. Năm 1999, Levadia trở thành đội đầu tiên giành được cú ăn ba ở Estonia ( gồm Meistriliiga, Cúp Quốc gia Estonia và Siêu cúp Estonia) trong cùng năm. Levadia đã lặp lại thành công của họ khi giành được một cú ăn ba khác vào năm sau. Tại UEFA Champions League 2000–01, Levadia đánh bại Total Network Solutions (bây giờ là The New Saints F.C) với tỷ số chung cuộc 2–6 ở vòng loại đầu tiên, nhưng để thua Shakhtar Donetsk với tỷ số chung cuộc 2–9 ở vòng loại thứ hai. Sau trận thua Shakhtar Donetsk, Ratnikov bị sa thải. 
Năm 2001, Valeri Bondarenko được bổ nhiệm làm huấn luyện viên. Levadia không bảo vệ được danh hiệu của họ, kết thúc mùa giải 2001 ở vị trí thứ ba và vào tháng 11 năm 2001, Bondarenko được thay thế bởi Pasi Rautiainen. Dưới sự dẫn dắt của Rautiainen, Levadia kết thúc Meistriliiga 2002 với tư cách á quân, chỉ kém nhà vô địch Flora với khoảng cách 2 điểm. Sau mùa giải 2002, Rautiainen từ chức và được thay thế bởi Franco Pancheri vào tháng 1 năm 2003. Pancheri chỉ huấn luyện Levadia 9 trận Meistriliiga, trước khi ông bị sa thải vào tháng 6 năm 2003. Ông được thay thế bởi Tarmo Rüütli và Levadia kết thúc mùa giải 2003 ở vị trí thứ ba.

### Chuyển đến Tallinn
Năm 2004, Levadia chuyển đại bàn đến Tallinn, trong khi đội dự bị có trụ sở tại Tallinn trước đây của câu lạc bộ được đổi tên thành Levadia II. Dưới sự dẫn dắt của Rüütli, Levadia đã vô địch giải quốc nội vào mùa giải 2004, nhưng không bảo vệ được danh hiệu vào năm 2005 và kết thúc với vị trí á quân. Tại vòng loại UEFA Cup 2006–07, Levadia đánh bại Haka FC và Twente, nhưng để thua Newcastle United với tỷ số chung cuộc 1-3 ở vòng đầu tiên. Tuy nhiên, đây vẫn là lần đầu tiên mà một câu lạc bộ ở Estonia lọt vào vòng đầu tiên của một giải đấu cấp câu lạc bộ châu Âu. Levadia giành thêm hai danh hiệu Meistriliiga vào năm 2006 và 2007. Vào tháng 3 năm 2008, Rüütli được Hiệp hội bóng đá Estonia bổn nhiệm làm huấn luyện đội tuyển quốc gia Estonia và trợ lý của ông là Igor Prins tiếp quản vị trí huấn luyện viên. Dưới sự dẫn dắt của Prins, Levadia đã giành được hai danh hiệu Meistriliiga liên tiếp vào năm 2008 và 2009 và một Cúp Quốc gia Estonia vào năm 2010. Vào tháng 8 năm 2010, Prins bị sa thải do sự bất đồng với hội đồng quản trị và được thay thế bởi huấn luyện viên Levadia II, Aleksandr Puštov. Levadia kết thúc mùa giải 2010 với vị trí á quân. Vào tháng 7 năm 201, Puštov bị sa thải sau những kết quả đáng thất vọng ở Meistriliiga và vòng loại Champions League và được thay thế bởi Sergei Hohlov-Simson. Levadia đã kết thúc mùa giải 2011 ở vị trí thứ tư, thứ hạng thấp nhất từ trước đến nay của Levadia kể từ khi câu lạc bộ được thăng hạng lên Meistriliiga.
Vào tháng 12 năm 2011, Marko Kristal được bổ nhiệm làm huấn luyện viên. Câu lạc bộ đã giành được Cúp Quốc gia Estonia mùa giải 2011-12 và kết thúc mùa giải 2012 với vị trí á quân. Levadia đã giành được danh hiệu Meistriliiga trong mùa giải 2013. Đội đã bảo vệ thành công danh hiệu của mình vào năm 2014, nhưng Levadia kết thúc mùa giải 2015 với vị trí á quân. Vào tháng 11 năm 2015, thông báo mới nói rằng Sergei Ratnikov sẽ trở lại Levadia sau 15 năm và thay thế Kristal làm ở vị trí huấn luyện viên. Nhiệm kỳ thứ hai của Ratnikov với tư cách là người huấn luyện viên của Levadia kéo dài đến tháng 7 năm 2016, khi ông bị sa thải sau trận thua 0-1 trước Pärnu Linnameeskond. Ông được thay thế bởi một người mới trở lại, Igor Prins. Levadia kết thúc mùa giải 2016 với tư cách á quân. Sau khi cán đích ở vị trí thứ hai trong mùa giải 2017, Levadia và FCI Tallinn đã hợp nhất để trở thành câu lạc bộ như bây giờ, FCI Levadia, với Aleksandar Rogić của FCI Tallinn tiếp quản vị trí huấn luyện viên. Vào ngày 15 tháng 9 năm 2019, Rogić bị sa thải sau những kết quả đáng thất vọng, trợ lý huấn luyện viên Vladimir Vassiljev tiếp quản vị trí huấn luyện viên tạm quyền. Vào tháng 11 năm 2019, cựu huấn luyện viên trưởng và người giữ kỷ lục của Estonia Martin Reim được bổ nhiệm làm huấn luyện viên.

## Sân vận động

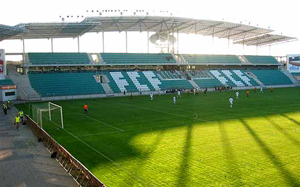
Lilleküla Stadium

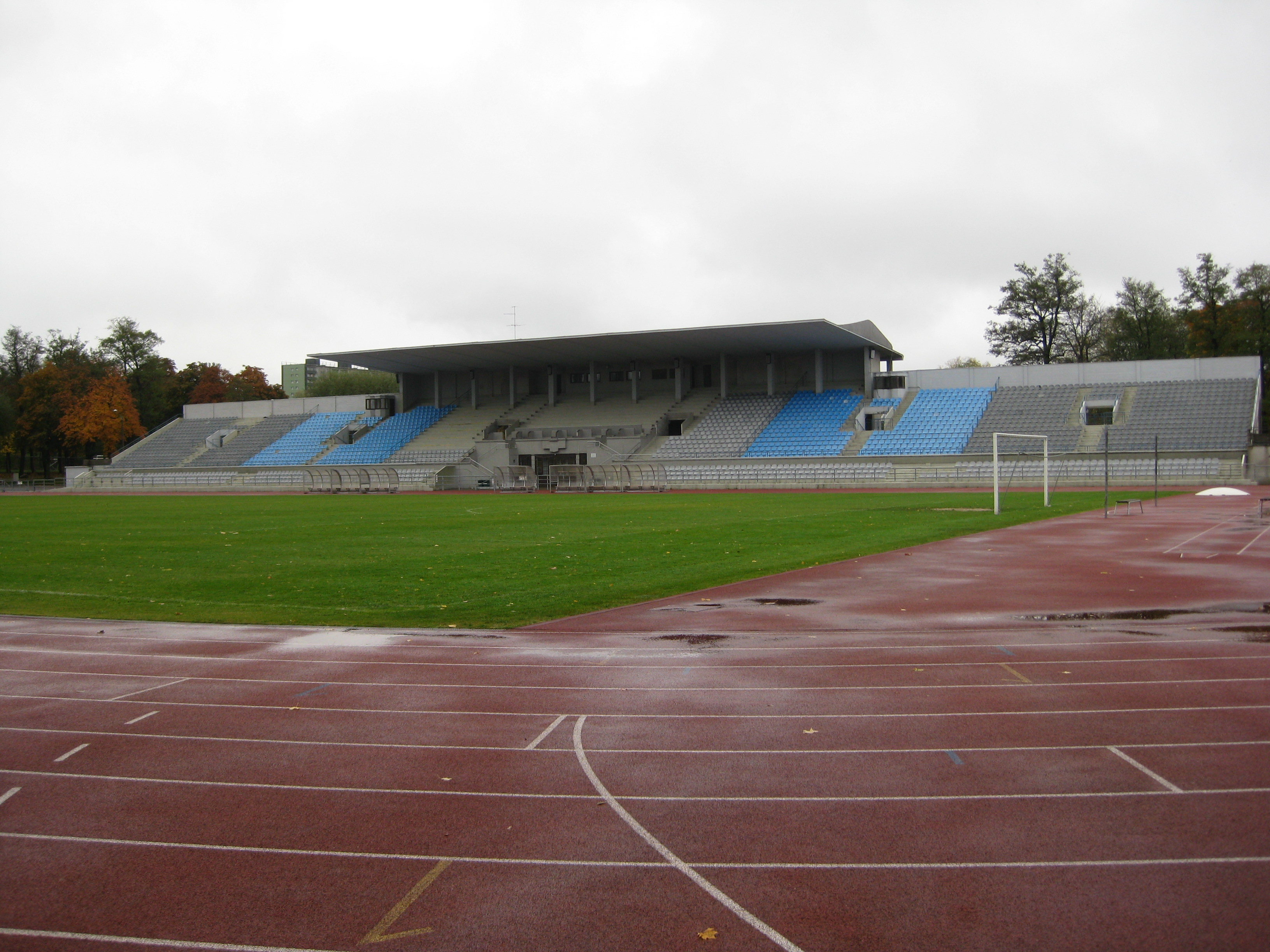
Kadriorg Stadium

### Sân vận động Lilleküla
Sân nhà của câu lạc bộ là Sân vận động Lilleküla có sức chứa 14.336 chỗ ngồi. Khai trương vào năm 2001 và mở rộng từ năm 2016 đến 2018, đây là sân vận động bóng đá lớn nhất ở Estonia. Khu liên hợp bóng đá Lilleküla cũng bao gồm hai sân cỏ, hai sân cỏ nhân tạo và một hội trường trong nhà. Sân vận động Lilleküla tọa lạc tại Jalgpalli 21, Kesklinn, Tallinn. 
Levadia sử dụng sân cỏ nhân tạo Sportland Arena và Sân vận động Maarjamäe để tập luyện và thi đấu trên sân nhà trong những tháng mùa đông và đầu mùa xuân.

### Sân vận động Kadriorg
Từ năm 2004 đến 2018, Levadia thi đấu tại Sân vận động Kadriorg. Được xây dựng từ năm 1922 đến năm 1926 và cải tạo từ năm 2000 đến năm 2001, đây là một trong những sân vận động bóng đá lâu đời nhất ở Estonia và từng là sân nhà của đội tuyển quốc gia Estonia cho đến khi Sân vận động Lilleküla hoàn thành vào năm 2001.

## Cầu thủ

### Đội một
Tính đến 2 tháng 8 năm 2022
Ghi chú: Quốc kỳ chỉ đội tuyển quốc gia được xác định rõ trong điều lệ tư cách FIFA. Các cầu thủ có thể giữ hơn một quốc tịch ngoài FIFA.
| Số | VT | Quốc gia   | Cầu thủ                 |
| -- | -- | ---------- | ----------------------- |
| 3  | HV | Serbia     | Milan Mitrović          |
| 4  | HV | Ý          | Maximiliano Uggè        |
| 6  | TV | Estonia    | Rasmus Peetson          |
| 9  | TV | Estonia    | Mark Oliver Roosnupp    |
| 10 | TV | Estonia    | Brent Lepistu (captain) |
| 11 | TĐ | Brasil     | Liliu                   |
| 14 | TV | Ghana      | Ernest Agyiri           |
| 15 | TV | Slovenia   | Til Mavretič            |
| 16 | HV | Estonia    | Markus Jürgenson        |
| 17 | TĐ | Estonia    | Robert Kirss            |
| 22 | HV | Estonia    | Artur Pikk              |
| 23 | TV | Azerbaijan | Murad Velijev           |

| Số | VT | Quốc gia   | Cầu thủ               |
| -- | -- | ---------- | --------------------- |
| 25 | HV | Estonia    | Maksim Podholjuzin    |
| 36 | HV | Mali       | Bourama Fomba         |
| 38 | TV | Estonia    | Artjom Komlov         |
| 49 | TĐ | Gruzia     | Zakaria Beglarishvili |
| 50 | TV | Estonia    | Patrik Kristal        |
| 55 | TĐ | Estonia    | Karl Rudolf Õigus     |
| 67 | TV | Estonia    | Ilja Antonov          |
| 81 | TM | Estonia    | Artur Kotenko         |
| 84 | TĐ | Tajikistan | Rustam Soirov         |
| 99 | TM | Estonia    | Karl Andre Vallner    |
| —  | TĐ | Úc         | Aamir Yunis Abdallah  |

### Cho mượn
Ghi chú: Quốc kỳ chỉ đội tuyển quốc gia được xác định rõ trong điều lệ tư cách FIFA. Các cầu thủ có thể giữ hơn một quốc tịch ngoài FIFA.
| Số | VT | Quốc gia | Cầu thủ |
| -- | -- | -------- | ------- |

## Chức vụ trong CLB
| Position                     | Name                    |
| ---------------------------- | ----------------------- |
| Huấn luyện viên trưởng       | Curro Torres            |
| Trợ lý huấn luyện viên       | Artjom Artjunin         |
| Huấn luyện viên thủ môn      | Ain Tammus              |
| Huấn luyện viên đội đầu tiên | Jevgeni Gurtšioglujants |
| Giám đốc kỹ thuật            | Pavel Kazakov           |
| Bác sĩ                       | Gennadi Kuzmin          |
| vật lý trị liệu              | Georgi Juhnev           |
| Maksim Kaho                  |                         |

| Thời gian | Tên                            |
| --------- | ------------------------------ |
| 1999–2000 | Sergei Ratnikov                |
| 2000      | Ants Kommussaar                |
| 2000      | Eduard Võrk                    |
| 2001      | Valeri Bondarenko              |
| 2001–2002 | Pasi Rautiainen                |
| 2003      | Franco Pancheri                |
| 2003–2008 | Tarmo Rüütli                   |
| 2008–2010 | Igor Prins                     |
| 2010–2011 | Aleksandr Puštov               |
| 2011      | Sergei Hohlov-Simson           |
| 2011–2015 | Marko Kristal                  |
| 2015–2016 | Sergei Ratnikov                |
| 2016–2017 | Igor Prins                     |
| 2017–2019 | Aleksandar Rogić               |
| 2019–2020 | Martin Reim                    |
| 2020      | Vladimir Vassiljev             |
| 2021–2022 | Vladimir Vassiljev Marko Savić |
| 2022      | Ivan Stojković                 |
| 2022      | Maksym Kalynychenko            |
| 2022      | Nikita Andreev (caretaker)     |
| 2022–     | Curro Torres                   |

## Danh hiệu

### Vô địch quốc gia
- Meistriliiga
  - Vô địch (11): 1999, 2000, 2004, 2006, 2007, 2008, 2009, 2013, 2014, 2021, 2022

- Esiliiga
  - Vô địch (1): 1998

### Cúp
- Cúp Quốc gia Estonia
  - Vô địch (10): 1998–99, 1999–2000, 2003–04, 2004–05, 2006–07, 2009–10, 2011–12, 2013–14, 2017–18, 2020–21

- Siêu cúp Estonia
  - Vô địch (8): 1999, 2000, 2001, 2010, 2013, 2015, 2018, 2022